# Parrocchia di Saint Patrick (Saint Vincent e Grenadine)
La parrocchia di Saint Patrick  (in lingua inglese Saint Patrick Parish) è una delle sei parrocchie di Saint Vincent e Grenadine, è situata nella parte occidentale dell'isola di Saint Vincent  con 5.800 abitanti (dato 2000).
La città principale è Barrouallie.